# Международная конфедерация театральных союзов
Международная конфедерация театральных союзов (полное название — Международный союз общественных объединений «Международная конфедерация театральных союзов») — российская  компания. Штаб-квартира компании расположена в Москве.
Начало деятельности МКТС относится к февралю 1992 года , когда на Итоговом съезде СТД СССР и Учредительном собрании нового общественного объединения было принято решение о создании Международной конфедерации театральных союзов как правопреемника СТД СССР. Президентом МКТС был избран К. Ю. Лавров, вице-президентом — О. Н. Ефремов. В настоящее время Президентом МКТС является В. И. Шадрин.
Высший руководящий орган МКТС — Собрание представителей театральных общественных объединений — членов МКТС. В период между Собраниями представителей руководство деятельностью МКТС осуществляет Совет руководителей, формируемый Собранием представителей сроком на четыре года.
Основные задачи организации — консолидация и объединение усилий организаций — членов МКТС, направленных на содействие развитию мирового театрального искусства, разработку и осуществление международных театральных проектов, программ, создание совместных постановок. МКТС активно участвует в организации и проведении международных, межрегиональных и региональных театральных фестивалей, олимпиад, театральных сезонов, конференций и симпозиумов по актуальным проблемам сценического искусства. В задачи Конфедерации входит и оказание всесторонней помощи в защите законных прав членов МКТС, содействие защите авторских и смежных прав создателей спектаклей, а также содействие повышению профессионального уровня театральных деятелей, обмену студентами и преподавателями театральных учебных заведений.
Международная конфедерация театральных союзов — учредитель и организатор Международного театрального фестиваля им. А. П. Чехова, который проводится с 1992 года.
МКТС сотрудничает с Министерством культуры РФ, пользуется поддержкой Правительства РФ, Правительства Москвы, администраций других городов России, находит понимание и поддержку со стороны глав государств и правительств ряда зарубежных стран.
Международная конфедерация театральных союзов, вступив в XXI век продолжает свою деятельность по всем направлениям в соответствии с Уставом и теми проблемами, которые ставит перед ней жизнь. Задача сохранения единого культурного пространства на территории стран, театральные организации которых входят в МКТС является для Конфедерации приоритетной. Вместе с тем возникла необходимость всемерно содействовать вхождению этих стран в мировой театральный процесс, что возможно наиболее успешно сделать в сотрудничестве с Международным театральным фестивалем им. А. П. Чехова, а также способствовать решению вопросов, связанных с повышением профессионального уровня людей практически всех театральных профессий на постсоветском пространстве (проведение семинаров и лабораторий, методическая и консультационная помощь).
МКТС принимает участие в организации и проведении акций, которые проводятся по инициативе и предложению органов государственной власти.
В мае 2005 года главы государств СНГ подписали Декларацию о гуманитарном сотрудничестве и поддержали идею проведения форумов творческой интеллигенции. МКТС была среди инициаторов проведения Форума и стала одним из организаторов Встречи инициативной группы, которая состоялась в Москве 23 августа 2005 года с участием видных деятелей культуры, искусства, образования и науки из Азербайджана, Армении, Белоруссии, Грузии, Казахстана, Киргизии, Молдавии, России, Узбекистана и Украины. МКТС была представлена известными актёрами, режиссёрами, художественными руководителями театров. Весной 2006 года в Москве состоялся Первый Форум творческой и научной интеллигенции стран Содружества.
С учетом решений и рекомендаций Первого Форума, был создан и начал активную деятельность Межгосударственный фонд гуманитарного сотрудничества государств — участников СНГ (МФГС). Конфедерация тесно сотрудничает, с Фондом, который уже оказал огромную помощь в реализации некоторых международных театральных проектов (спектакли «Свадьба», «Я — чайка», поставленные к 150-летию А. П. Чехова).

## История
Компания основана в 1992 году . На Итоговом съезде СТД СССР и Учредительном собрании нового общественного объединения было принято решение о создании Международной конфедерации театральных союзов как правопреемника СТД СССР. Президентом МКТС был избран К. Ю. Лавров, вице-президентом — О. Н. Ефремов. В настоящее время Президентом МКТС является В. И. Шадрин. Высший руководящий орган МКТС — Собрание представителей театральных общественных объединений — членов МКТС. В период между Собраниями представителей руководство деятельностью МКТС осуществляет Совет руководителей, формируемый Собранием представителей сроком на четыре года.
Основные задачи организации — консолидация и объединение усилий организаций — членов МКТС, направленных на содействие развитию мирового театрального искусства, разработку и осуществление международных театральных проектов, программ, создание совместных постановок. МКТС активно участвует в организации и проведении международных, межрегиональных и региональных театральных фестивалей, олимпиад, театральных сезонов, конференций и симпозиумов по актуальным проблемам сценического искусства. В задачи Конфедерации входит и оказание всесторонней помощи в защите законных прав членов МКТС, содействие защите авторских и смежных прав создателей спектаклей, а также содействие повышению профессионального уровня театральных деятелей, обмену студентами и преподавателями театральных учебных заведений.
МКТС сотрудничает с Министерством культуры РФ, пользуется поддержкой Правительства РФ, Правительства Москвы, администраций других городов России, находит понимание и поддержку со стороны глав государств и правительств ряда зарубежных стран.
Международная конфедерация театральных союзов, вступив в XXI век продолжает свою деятельность по всем направлениям в соответствии с Уставом и теми проблемами, которые ставит перед ней жизнь. Задача сохранения единого культурного пространства на территории стран, театральные организации которых входят в МКТС является для Конфедерации приоритетной. Вместе с тем возникла необходимость всемерно содействовать вхождению этих стран в мировой театральный процесс, что возможно наиболее успешно сделать в сотрудничестве с Международным театральным фестивалем им. А. П. Чехова, а также способствовать решению вопросов, связанных с повышением профессионального уровня людей практически всех театральных профессий на постсоветском пространстве (проведение семинаров и лабораторий, методическая и консультационная помощь).
МКТС принимает участие в организации и проведении акций, которые проводятся по инициативе и предложению органов государственной власти.
В мае 2005 года главы государств СНГ подписали Декларацию о гуманитарном сотрудничестве и поддержали идею проведения форумов творческой интеллигенции. МКТС была среди инициаторов проведения Форума и стала одним из организаторов Встречи инициативной группы, которая состоялась в Москве 23 августа 2005 года с участием видных деятелей культуры, искусства, образования и науки из Азербайджана, Армении, Белоруссии, Грузии, Казахстана, Киргизии, Молдавии, России, Узбекистана и Украины. МКТС была представлена известными актёрами, режиссёрами, художественными руководителями театров. Весной 2006 года в Москве состоялся Первый Форум творческой и научной интеллигенции стран Содружества.
С учетом решений и рекомендаций Первого Форума, был создан и начал активную деятельность Межгосударственный фонд гуманитарного сотрудничества государств — участников СНГ (МФГС). Конфедерация тесно сотрудничает, с Фондом, который уже оказал огромную помощь в реализации некоторых международных театральных проектов (спектакли «Свадьба», «Я — чайка», поставленные к 150-летию А. П. Чехова).

## Собственники и руководство
Основные владельцы компании:
Председатель совета директоров компании — Шадрин Валерий Иванович.

## Деятельность
Международная конфедерация театральных союзов — учредитель и организатор Международного театрального фестиваля им. А. П. Чехова, который проводится с 1992 года.